# 58
Aquesta pàgina és per a l'any. Per al nombre, vegeu cinquanta-vuit.

## Esdeveniments

### Llocs

#### Imperi Romà
- Neró és emperador i cònsol de Roma.
- L'amistat entre Neró i Marc Salvi Otó acaba quan tots dos s'enamoren de Poppea Sabina, Marc Salvi és enviat a Lusitània com a governador.
- Comença una guerra contra l'Imperi Part.
- La ciutat d'Artàxata a l'actual Armènia passa a formar part de l'Imperi Romà.

#### Àsia
- Ming-Tu, nou Emperador de la Xina, presenta el budisme al seu país i a l'oest de l'Indus.
- A la Xina, els sacrificis per Confuci estan ordenats en totes les escoles del govern.[1]

### Temàtiques

#### Religió
- Pau de Tars és empresonat.
- Pau de Tars escriu Epístola als Romans.

## Naixements
- Juvenal, poeta romà.
- Xu Shen, escriptor xinès autor del Shuowen Jiezi.

## Necrològiques
- Deng Yu, general de la dinastia Han.